# Tulsiyahi Nikas
Tulsiyahi Nikas (nep. तुल्सियाही निकास) – gaun wikas samiti w środkowej części Nepalu w strefie Dźanakpur w dystrykcie Dhanusa. Według nepalskiego spisu powszechnego z 2011 roku liczył on 794 gospodarstwa domowe i 4398 mieszkańców (2206 kobiet i 2192 mężczyzn).